# Dnipro Czerkasy
Dnipro Czerkasy (ukr. Футбольний клуб «Дніпро» Черкаси, Futbolnyj Kłub „Dnipro” Czerkasy) – ukraiński klub piłkarski z siedzibą w Czerkasach. Założony 9 maja 1955 roku jako Burewisnyk.
Do 2009 występował w rozgrywkach ukraińskiej Drugiej Lihi. 

## Historia
Chronologia nazw: 
- 1955—1956: Burewisnyk Czerkasy (ukr. «Буревісник» Черкаси)
- 1957—1966: Kołhospnyk Czerkasy (ukr. «Колгоспник» Черкаси)
- 1967—1972: Dnipro Czerkasy (ukr. «Дніпро» Черкаси)
- 1973—1974: Hranit Czerkasy (ukr. «Граніт» Черкаси)
- 1975—1996: Dnipro Czerkasy (ukr. «Дніпро» Черкаси)
- 1997—2004: FK Czerkasy (ukr. ФК «Черкаси»)
- 28 grudnia 2004—21 maja 2009: Dnipro Czerkasy (ukr. «Дніпро» Черкаси)

Piłkarski zespół Burewisnyk Czerkasy w Czerkasach założony był 9 maja 1955 roku. Często zmieniał nazwy – nazywał się Kołhospnyk Czerkasy, Dnipro Czerkasy, Fotopryład Czerkasy, Hranit Czerkasy. Klub brał udział w rozrywkach piłkarskich byłego ZSRR. 
Od początku rozrywek w niezależnej Ukrainie Dnipro Czerkasy występował w Pierwszej Lidze. Po pierwszym sezonie klub spadł do Drugiej Lihi aby następnego sezonu 1993/94 znowu powrócić do Pierwszej Lihi. W sezonie 1996/97 w rundzie wiosennej klub nazywał się FK Czerkasy. 
Potem klub przeżywał problemy finansowe. Po sezonie 2000/01 ponownie spadł do Drugiej Lihi, a po następnym sezonie 2001/02 zrezygnował z dalszych występów w lidze profesjonalnej.
Odrodzenie nastąpiło od sezonu 2003/04 w Drugiej Lidze. 28 grudnia 2004 roku klub z powrócił do nazwy Dnipro Czerkasy. 
Od sezonu 2006/07 klub ponownie występował w Pierwszej Lidze. Po 2 sezonach w 2008 ponownie zdegradowany do Drugiej Lihi.
21 maja 2009 oficjalne został rozformowany, ostatni mecz rozegrał 9 maja 2009 z MFK Mikołajów.

## Sukcesy
- 3. miejsce w Pierwszej Lidze (1 x):

1999/00

## Trenerzy
- 1955: ?
- 1956:  I.Tkaczenko
- 1957:  Franc Atbaszjan
- 1958–??.1960:  Abram Łerman
- ??.1960–1961:  Mykoła Zaworotny
- 1962:  Abram Łerman
- 1963:  Dmytro Alimow
- 1964–1965:  Wołodymyr Hreber
- 1966–1968:  Franc Atbaszjan
- 1969–07.1969:  Dmytro Alimow
- 08.1969–1970:  Mykoła Zaworotny
- 1971–08.1971:  Tyberij Popowicz
- 09.1971–12.1971:  Łeonid Ostrowski
- 1972:  Mykoła Zaworotny
- 1973–1974:  Witalij Chmelnycki
- 1975:  Mykoła Zaworotny

...
- 1977–06.1978:  Borys Usenko
- 07.1978–06.1980:  Anatolij Mołotaj
- 07.1980–05.1981:  Ołeksandr Tołstoj
- 05.1981–12.1983:  Wiktor Żylin
- 1984–06.1984:  Walentin Tugarin
- 07.1984–0?.1984:  Wiktor Łukaszenko
- 0?.1984–1984:  Mykoła Artiuch (p.o.)
- 1985–1986:  Wałentyn Dementjew
- 1987–05.1989:  Wjaczesław Perszyn
- 05.1989–08.1990:  Rudolf Kozenkow
- 09.1990–08.1992: / Wiktor Żylin
- 09.1992–09.1995:  Semen Osynowski
- 10.1995–12.1995:  Mykoła Artiuch (p.o.)
- 01.1996–09.1996:  Ihor Czupryna
- 10.1996–12.1996:  Ołeksandr Piskun (p.o.)
- 01.1997–08.1998:  Semen Osynowski
- 08.1998–12.1998:  Wjaczesław Perszyn
- 01.1998–11.1999:  Wołodymyr Muntian
- 12.1999–06.2001:  Ołeksandr Kyryluk
- 07.2001–12.2001:  Anatolij Zajajew
- 01.2002–05.2002:  Wjaczesław Perszyn
- 05.2002–12.2002:  Ołeksandr Kyryluk & Hryhorij Foszczij
- 07.2003–12.2003:  Serhij Puczkow
- 01.2004–12.2005:  Ołeksandr Szczerbakow
- 01.2006–06.2007:  Serhij Morozow
- 07.2007–06.2008:  Ołeksandr Riabokoń
- 07.2008–05.2009:  Anatolij Bezsmertny

## Inne
- Chodak Czerkasy
- Sławutycz Czerkasy